# Báznai erődtemplom
A báznai erődtemplom műemlékké nyilvánított épület Romániában, Szeben megyében. A romániai műemlékek jegyzékében az SB-II-a-A-12324 sorszámon szerepel.